# حصار القدس (1187)
حصار القدس حدث من 20 سبتمبر إلى 2 أكتوبر 1187 وانتهى باسترجاع صلاح الدين الأيوبي للقدس والانهيار شبه الكامل لمملكة بيت المقدس الصليبية. وكان المحرض للحملة الصليبية الثالثة.
بعد معركة حطين، اُسترجعت عكا والناصرة وحيفا ونابلس ودينين وبيسان ويافا وصيدا وبيروت والرملة وبيت لحم والخليل بالإضافة إلى عسقلان، وفُتحت القدس بعد الحصار.